# Saison 8 d'Arabesque
Chronologie
Saison 7 Saison 9
Cet article présente le guide des épisodes de la huitième saison de la série télévisée américaine Arabesque.